# Bee Gees World (EP4)

## Közreműködők
- Barry Gibb – ének, gitár
- Robin Gibb – ének
- Maurice Gibb – ének,  gitár, zongora, basszusgitár
- Vince Melouney – gitár
- Colin Petersen – dob
- stúdiózenekar Bill Shepherd vezényletével

## A lemez dalai
- World  (Barry, Robin és Maurice Gibb) (1967), mono 3:20, ének: Barry Gibb, Robin Gibb
- Harry Braff (Barry, Robin és Maurice Gibb)  (1967), mono 3:13, ének: Robin Gibb
- The Earnest of Being George  (Barry, Robin és Maurice Gibb) (1967), mono  2:37, ének: Barry Gibb
- Horizontal (Barry, Robin és Maurice Gibb) (1967), mono 3:30, ének: Robin Gibb, Barry Gibb